# U Ceti
U Ceti är en pulserande variabel av Mira Ceti-typ i Valfiskens stjärnbild.
Stjärnan varierar mellan magnitud +6,7 och 13,8 med en period av 234,76 dygn.